# Cierniak rudogrzbiety
Cierniak rudogrzbiety (Phacellodomus dorsalis) – gatunek małego ptaka z rodziny garncarzowatych (Furnariidae), podrodziny ogończyków (Synallaxinae). Występuje endemicznie w Peru. Bliski zagrożenia.

## Taksonomia
Po raz pierwszy gatunek opisał Osbert Salvin w 1895. Opis ukazał się na łamach Novitates Zoologicae. Holotyp pochodził z Malca w prowincji Cajabamba w Peru i został odłowiony na wysokości blisko 2440 m n.p.m. (8000 stóp) w kwietniu 1894. Salvin przydzielił nowemu gatunkowi nazwę Phacelodomus dorsalis. Cierniak rudogrzbiety jest gatunkiem monotypowym.

## Morfologia
Długość ciała wynosi 19–21 cm, masa ciała – 33–39 g. Przybliżone wymiary holotypu (oryginalne podane w calach): całkowita długość 216 mm, długość skrzydła – 71 mm, dzioba – 27 mm, ogona – 97 mm, skoku – 23 mm. Cierniak rudogrzbiety jest najdłuższym ptakiem w rodzaju Phacellodomus, także z najdłuższym dziobem. Ma niewyraźną, jasną, szarobrązową brew, która biegnie do przodu i nad kantarkiem staje się ostrzej zarysowana. Kantarek i biegnąca za okiem kreska mają kolor ciemnobrązowy, zbiegają się pod i nad okiem, tworząc ciemną „maskę” na głowie ptaka. Pokrywy uszne jasne, płowobrązowe. Pióra na wierzchu głowy mają barwę ciemną, szarobrązową, wyróżniają się jednak rdzawe stosiny tych piór. W górnej części grzbietu rosną pióra szarobrązowe, ku kuprowi kolor przechodzi w kasztanowy, miejscami poplamiony. Kuper szarobrązowy. Na pokrywach nadogonowych można dostrzec rdzawobrązowy odcień. Matowobrązowe pokrywy skrzydłowe zdobią rdzawe krawędzie, również matowe. Pokrywy lotek I rzędu cechuje odmienna, brunatna barwa. Lotki II rzędu mają kolor kasztanowy, na końcach przechodzi on w matowy, brunatny. Ogon stopniowany, sterówki środkowej pary są głównie kasztanowe z bardziej brązowymi chorągiewkami wewnętrznymi; reszta ma kolor rdzawobrązowy. Gardło białe. Górna część piersi płowobrązowa z białymi plamami w okolicach stosin piór, tworzącymi nieregularny pas przebiegający przez pierś. Niższą część piersi i brzuch porastają przemieszane ze sobą pióra białe i brązowe, miejscami rudo nakrapiane na bokach. Pokrywy podogonowe rdzawobrązowe. Tęczówka szara, górna szczęka ciemnooliwkowa po kolor ciemnego rogu, żuchwa srebrzysta po oliwkowoszarą, nogi i stopy szare po szaroniebieskie. Nie występuje dymorfizm płciowy.

## Zasięg występowania
Cierniak rudogrzbiety występuje w północno-zachodnim Peru w południowym regionie Cajamarca i La Libertad. Jednokrotnie obserwowano gatunek w Kordylierze Białej w Ancash, jednak brak dokumentacji dotyczącej występowania gatunku w tym regionie. Wykazany jedynie z 5–6 miejsc (stan w 2003).

## Ekologia
Środowiskiem życia gatunku są pustynne górskie zarośla występujące na stokach porośniętych m.in. przez Prosopis. Cierniaki rudogrzbiete można spotkać na wysokości 1800 do 2800 m n.p.m. Zwyczaje żywieniowe są mało poznane. Wiadomo, że P. dorsalis zjada stawonogi zbierane z gałęzi i prawdopodobnie również z listowia. Ptaki były widywane samotnie lub w parach na wysokości 1 do 4 m nad ziemią.

### Lęgi
Nie jest znany okres lęgowy. Prawdopodobnie u P. dorsalis występuje monogamia. Gniazdo ma kształt dużego cylindra, zbudowane jest z patyków i umieszczone niedaleko końca konaru (głównie Acacia macracantha). Poza tym brak danych.

## Status i zagrożenia
IUCN od 2020 roku uznaje cierniaka rudogrzbietego za gatunek bliski zagrożenia (NT, Near Threatened); wcześniej, od 2000 roku był on klasyfikowany jako narażony na wyginięcie (VU, Vulnerable). BirdLife International wymienia dwie ostoje ptaków IBA, w których występuje P. dorsalis (obie w Peru). Zagrożeniem dla gatunku są zmiany w środowisku w dorzeczu rzeki Marañón powstałe wskutek wycinki drzew pod tereny rolnicze i pożarów.